# 戦災母子家庭
戦災母子家庭（せんさいぼしかてい）とは、戦争を原因とする父親の戦没により、母子家庭となった家族をいう。
日本では、第二次世界大戦による父親の戦没は多くの戦災母子家庭を生み出し、経済力の低さから、都市部を中心として深刻な社会問題となった。女性の社会進出の足掛かりともなったが、教育水準が低く、熟練した技術のない女性の多くは単純労働に従事し、両親・親戚などの経済的に保護する存在がいない家庭では、低所得の中で子育てをしていかなければならなかった。政府としても、生活保護法の整備などにより、生活困窮者の支援を行ったが、多くの戦災母子家庭では、子どもが経済的自立をするまで経済的困窮は続いた。